# Andrés Ferrari
Andrés Martín Ferrari Malviera (Sauce, 3 januari 2003) is een Uruguayaans voetballer die in het seizoen 2024/25 door Villarreal CF wordt uitgeleend aan Sint-Truidense VV.

## Clubcarrière
Ferrari werd geboren in Sauce, een plaatsje in het Uruguayaanse departement Canelones. Op zesjarige leeftijd begon hij zaalvoetbal te spelen bij Club BBC, een jaar later schakelde hij over naar veldvoetbal bij Sportivo Artigas. Nadien kwam hij ook uit voor de jeugdploegen van CA Peñarol en Defensor Sporting Club. Op 29 mei 2022 maakte hij zijn officiële debuut voor het eerste elftal van Defensor Sporting Club: in de competitiewedstrijd tegen Deportivo Maldonado (1-1-gelijkspel) mocht hij in de 86e minuut invallen. 
Op 13 november 2022 won hij met Defensor de Copa AUF Uruguay. Ferrari scoorde niet in de finale tegen La Luz FC, maar in eerdere wedstrijden in het toernooi scoorde hij vier keer, waardoor hij topschutter van het toernooi werd. In het seizoen 2023 stond de teller van Ferrari na tien competitiewedstrijden op vijf goals. In april 2023 ondertekende hij een vijfjarig contract bij Villarreal CF. In het seizoen 2023/24 kwam hij uit voor het tweede elftal van de club. Ferrari speelde mee in 31 van de 42 competitiewedstrijden in de Segunda División, waarvan wel maar drie keer als basisspeler. Ferrari scoorde op 15 oktober 2023 als invaller tweemaal in de 3-2-nederlaag tegen Burgos CF.
In augustus 2024 werd Ferrari door Villarreal voor een seizoen uitgeleend aan de Belgische eersteklasser STVV.

## Interlandcarrière
Ferrari speelde in 2021 zijn eerste jeugdinterland voor Uruguay –20. In mei 2023 werd Ferrari door Marcelo Broli opgeroepen voor het WK onder 20 in Argentinië. Uruguay kroonde zich op 11 juni 2023 tot wereldkampioen. Ferrari trof op het toernooi eenmaal raak: in de eerste groepswedstrijd tegen Irak kopte hij de 2-0 binnen. Ferrari ontbrak enkel in de achtste finale en kwartfinale tegen respectievelijk Gambia en de Verenigde Staten.